# Eleccions generals d'Irlanda del Nord de 2007
Les eleccions generals a Irlanda del Nord de 2007 foren les segoness eleccions a la nova Assemblea d'Irlanda del Nord de 108 membres i es van celebrar el 7 de març de 2007. El partit més votat fou el PDU d'Ian Paisley, i el segon fou el Sinn Féin. El PUU és desplaçat al tercer lloc. Ian Paisley és nomenat president de govern després d'un acord amb Gerry Adams

## Resultats
| Partit                          | Líder             | Vot popular | %     | Escons | Repartiment |
| Partit Democràtic Unionista     | Ian Paisley       | 207.721     | 30,1% | 36     | +6          |
| Sinn Féin                       | Gerry Adams       | 180.573     | 26,2% | 28     | +4          |
| Partit Unionista                | Reg Empey         | 103.145     | 14,9% | 18     | -9          |
| SDLP                            | Mark Durkan       | 105.164     | 17,0% | 16     | -2          |
| Aliança                         | David Ford        | 36.139      | 5,2%  | 7      | +1          |
| Independents                    | Kieran Deeny      | 19.471      | 2,8%  | 1      | +1          |
| Verds                           | John Barry        | 11.985      | 1,7%  | 1      | +1          |
| Partit Unionista Progressista   | Dawn Purvis       | 3.822       | 0,6%  | 1      |             |
| Partit Unionista del Regne Unit | Robert McCartney  | 10.452      | 1,5%  |        | -1          |
| Conservadors                    | David Cameron     | 3.452       | 0,5%  |        |             |
| Sinn Féin Republicà             | Ruairí Ó Brádaigh | 2.522       | 0,4%  |        |             |
| Aliança Socialista Ambiental    | Goretti Horgan    | 2.045       | 0,3%  |        |             |
| Independència UK                | Nigel Farage      | 1.229       | 0,2%  |        |             |
| Workers Party                   | John Lowry        | 975         | 0,1%  |        |             |
| People Before Profit            | Gordon Hewitt     | 775         | 0,1%  |        |             |
| Socialistes                     | Peter Hadden      | 473         | 0,1%  |        |             |
| laboristes                      | Malachi Curran    | 123         | 0,1%  |        |             |
| Total                           |                   | 690.111     | 100%  | 108    |             |